# Clausenia mariae
Clausenia mariae är en stekelart som beskrevs av Svetlana N. Myartseva 1979. Clausenia mariae ingår i släktet Clausenia och familjen sköldlussteklar.
Artens utbredningsområde är Turkmenistan. Inga underarter finns listade i Catalogue of Life.